# Another side of Life
『Another side of Life』（アナザー サイド オブ ライフ）は、1996年11月21日にリリースされたhàlの1枚目のミニアルバム。CDコードはVICL-2175。

## 解説
- クラウドベリー・ジャムのプロデューサーPelle HenricssonとそのメンバーであるHenrik Sundqvistとの共同プロデュースによる作品である（M-4「tiotoe」のみ元ピチカート・ファイヴの高浪敬太郎プロデュース作品）。
- M-5「Elevator」はクラウドベリー・ジャムのカバー曲である。

## 収録曲
1. Cloudy
  - 作詞：川村真澄／作曲：Henrik Sundqvist／編曲：Henrik Sundqvist、Pelle Henricsson
2. The Another side of Life
  - 作詞・作曲：大橋伸行／編曲：Henrik Sundqvist、Pelle Henricsson
3. P.Sの後で 〜Made up Your Mind〜
  - 作詞：川村真澄／作曲：Henrik Sundqvist／編曲：Henrik Sundqvist、Pelle Henricsson
4. tiptoe
  - 作詞・作曲・編曲：高浪敬太郎
5. Elevator
  - 作詞・作曲：Henrik Sundqvist／編曲：Henrik Sundqvist、Pelle Henricsson